# Zoología

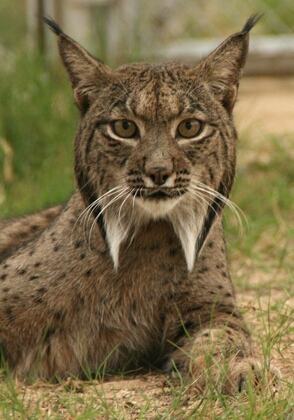
Lince ibérico, especie en grave peligro de extinción.

La zoología (del griego «ζωον» zoon = "animal", y «-λογία» -logía, tratado, estudio, ciencia) es la disciplina biológica que se encarga del estudio científico de los animales. La zoología es una subdivisión de la biología, dedicada al estudio de la diversidad animal y su distribución en la Tierra, incluyendo en ello cómo funcionan, se reproducen e interactúan los animales.
Aunque el ser humano siempre se ha interesado por la historia natural de los animales que veían a su alrededor, y han utilizado este conocimiento para domesticar ciertas especies, puede decirse que el estudio formal de la zoología se originó con Aristóteles. Aristóteles consideraba a los animales como organismos vivos, estudiaba su estructura y desarrollo, sus adaptaciones al entorno y la función de sus partes. El médico griego Galeno estudió la anatomía humana y fue uno de los más grandes cirujanos del mundo antiguo, pero tras la caída del Imperio Romano de Occidente y el inicio de la Alta Edad Media, la tradición griega de la medicina y el estudio científico entró en decadencia en Europa occidental, aunque continuó en el mundo islámico medieval. La zoología moderna tiene sus orígenes durante el Renacimiento y el período moderno temprano, con Carl Linnaeus, Antonie van Leeuwenhoek, Robert Hooke, Charles Darwin, Gregor Mendel y muchos otros.
El estudio de los animales ha pasado en gran medida a ocuparse de la forma y la función, las adaptaciones, las relaciones entre grupos, el comportamiento y la ecología. La zoología se ha subdividido cada vez más en disciplinas como clasificación, fisiología, bioquímica y evolución. Con el descubrimiento de la estructura del ADN por Francis Crick y  James Watson en 1953, se abrió el campo de la biología molecular, que dio lugar a avances en biología celular, biología del desarrollo y genética molecular.

## Historia

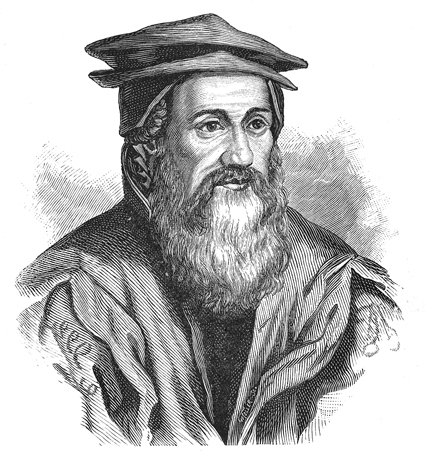
Conrad Gessner (1516-1565). Su Historiae animalium se considera el inicio de la zoología moderna.

La historia de la zoología abarca el estudio de los animales desde la Antigüedad hasta nuestros días. Los pueblos prehistóricos necesitaban estudiar los animales y plantas de su entorno para explotarlos y sobrevivir. En Francia hay pinturas rupestres, grabados y esculturas de hace quince mil años que muestran bisontes, caballos y ciervos con todo lujo de detalles. Imágenes similares de otras partes del mundo ilustraban sobre todo a los animales cazados para alimentarse, pero también a los animales salvajes.
La revolución neolítica, caracterizada por la domesticación de los animales, continuó durante la Antigüedad. El conocimiento antiguo de la vida salvaje queda ilustrado por las representaciones realistas de animales salvajes y domésticos en Oriente Próximo, Mesopotamia y Egipto, incluidas las prácticas y técnicas de cría, caza y pesca. La invención de la escritura se refleja en la zoología por la presencia de animales en los jeroglíficos egipcios.
Aunque el concepto de zoología como campo único y coherente surgió mucho más tarde, las ciencias zoológicas surgieron de la historia natural remontándose a la obras biológicas de Aristóteles y Galeno en el antiguo mundo grecorromano. Aristóteles, en el siglo IV a. C., consideró a los animales como organismos vivos, estudiando su estructura, desarrollo y fenómenos vitales. Los dividió en dos grupos: animales con sangre, equivalentes a nuestro concepto de vertebrados, y animales sin sangre, invertebrados. Pasó dos años en Lesbos, observando y describiendo los animales y las plantas, considerando las adaptaciones de los distintos organismos y la función de sus partes. Cuatrocientos años después el médico romano Galeno diseccionó animales para estudiar su anatomía y la función de las distintas partes, ya que en aquella época estaba prohibida la disección de cadáveres humanos. Esto dio lugar a que algunas de sus conclusiones fueran falsas, pero durante muchos siglos se consideró hereje rebatir cualquiera de sus opiniones, por lo que el estudio de la anatomía se anquilosó.
El interés del hombre por el resto de animales y por la gran diversidad de sus formas comenzó en la antigüedad. En Grecia, en el s. IV a. C., Aristóteles describió numerosas especies y realizó un esbozo de clasificación del reino animal.
Durante la era posclásica, la ciencia y la medicina de Oriente Medio eran las más avanzadas del mundo, integrando conceptos de la antigua Grecia, Roma, Mesopotamia y Persia, así como la antigua tradición india del Ayurveda, al tiempo que realizaba numerosos avances e innovaciones. En el siglo XIII, Alberto Magno produjo comentarios y paráfrasis de todas las obras de Aristóteles; sus libros sobre temas como botánica, zoología y minerales incluían información de fuentes antiguas, pero también los resultados de sus propias investigaciones. Su enfoque general fue sorprendentemente moderno y escribió: "Porque [la tarea] de las ciencias naturales no es simplemente aceptar lo que se nos dice, sino investigar las causas de las cosas naturales" Uno de los primeros pioneros fue Conrad Gessner, cuya monumental enciclopedia de animales de 4.500 páginas, Historia animalium, se publicó en cuatro volúmenes entre 1551 y 1558.
En Europa, el trabajo de Galeno sobre anatomía permaneció en gran medida insuperado e indiscutido hasta el siglo XVI. Durante el Renacimiento y principios de la Edad Moderna, el pensamiento zoológico fue revolucionado en Europa por un renovado interés en el empirismo y el descubrimiento de muchos organismos nuevos. En este movimiento se destacaron Andreas Vesalius y William Harvey, que utilizaron la experimentación y la observación cuidadosa en fisiología, y naturalistas como Carlos Linneo, Jean-Baptiste Lamarck y Buffon, que comenzaron a clasificar la diversidad de la vida y el registro fósil, así como estudiar el desarrollo y comportamiento de los organismos. El sueco Carlos Linneo fue el primero en encarar una clasificación sistemática de los animales y las plantas. Su obra fue continuada por el naturalista francés Georges Cuvier. En 1859 Charles Darwin dio a conocer su teoría de la evolución de las especies, que significó un gran aporte a los estudios zoológicos. La invención del microscopio por el neerlandés Anton van Leeuwenhoek permitió abordar el estudio de los tejidos de los animales y de seres hasta entonces desconocidos porque eran demasiado pequeños para ser observados a simple vista: los microbios o microorganismos.
Darwin dio una nueva dirección a la morfología y la fisiología, uniéndolas en una teoría biológica común: la teoría de la evolución orgánica. El resultado fue una reconstrucción de la clasificación de los animales sobre una base genealógica, una nueva investigación del desarrollo de los animales y los primeros intentos de determinar sus relaciones genéticas. A finales del siglo XIX se produjo la caída de la generación espontánea y el surgimiento de la teoría de los gérmenes sobre las enfermedades, aunque el mecanismo de herencia siguió siendo un misterio. A principios del siglo XX, el redescubrimiento del trabajo de Gregor Mendel condujo al rápido desarrollo de la genética y, en la década de 1930, la combinación de genética de poblaciones y selección natural en la síntesis moderna creó la biología evolutiva.
La investigación en biología celular está interconectada con otros campos como la genética, la bioquímica, la microbiología médica, la inmunología y la citoquímica. Con la secuenciación de la molécula de ADN por Francis Crick y James Watson en 1953, se abrió el ámbito de la biología molecular, lo que dio lugar a avances en la biología celular, la biología del desarrollo y la genética molecular. El estudio de la sistemática se transformó a medida que la secuenciación del ADN aclaró los grados de afinidad entre diferentes organismos.

## Zoología general
Se encarga de todos los aspectos genéricos y comunes que poseen los animales antes de proceder a una descripción taxonómica.

## Zoología descriptiva
Una vez que se ha estudiado el mundo animal en los aspectos embriológicos, histológicos, funcionales, etc.

## Clasificación sistemática
En el estudio de las plantas y en el de los animales, los especialistas se interesan tanto por las semejanzas como por las diferencias que presentan las especies para lograr la agrupación lógica y sistemática de las mismas.

## Sistemas de clasificación
La taxonomía abarca la exploración y tabulación sistemática de los hechos concernientes al reconocimiento de todas las especies existentes y extintas de animales y su distribución en el espacio y el tiempo.
Las principales variedades de trabajadores zoológicos situados bajo este encabezado son:
1. Los museólogos de antaño y sus representantes modernos, los conservadores y descriptores de colecciones zoológicas.
2. Los tempranos exploradores y modernos naturalistas viajeros y escritores sobre la zoogeografía.
3. Los colectores de fósiles y paleontólogos.

Gradualmente, desde los tiempos de Hunter y Cuvier, el estudio anatómico se ha ido disociando cada vez de la morfografía, hasta que al día de hoy nadie considera de valor un estudio animal que no incluya en su enfoque la estructura interna, la histología y la embriología.
El auténtico surgimiento de la zoología después del período legendario de la Edad Media está ligado al nombre de un inglés, Edward Wotton, nacido en Oxford en 1492, quien ejerció como médico en Londres y murió en 1555. Publicó un tratado titulado De differentiis animalium en París en 1552. En muchos sentidos Wotton era simplemente un exponente de Aristóteles, cuya doctrina (con varias adiciones imaginarias), constituyera la verdadera base de conocimiento zoológico a lo largo de la Edad Media. El mérito de Wotton fue el rechazó de los argumentos legendarios y fantásticos y su regreso a Aristóteles y a la observación de la naturaleza.
El método más efectivo para notar el progreso de la zoología durante los siglos XVI, XVII y XVIII es comparar las concepciones clasificatorias de Aristóteles con las de los sucesivos naturalistas, aquellos que pueden ser encontrados en las obras de Caldon.

## Subdisciplinas y ciencias relacionadas
- Acuariología
- Anatomía animal
- Anatomía comparada
- Aracnología
- Antropología
- Bacteriología
- Bioespeleología
- Biología marina
- Biónica
- Carcinología
- Citología
- Embriología
- Entomología
- Helmitologia
- Etología
- Fisiología animal
- Genética
- Herpetología
- Histología
- Ictiología
- Malacología
- Ornitología
- Paleontología y Paleozoología
- Parasitología
- Teriología (también llamada Mastozoología)
- Sistemática, Taxonomía y Filogenia
- Veterinaria
- Zootecnia
- Zootomía
- Pascentiulogía

## Zoólogos destacados
- Aristóteles. Considerado el primer zoólogo.
- Carlos Linneo (23 de mayo de 1707-10 de enero de 1778). Padre de la taxonomía y la nomenclatura binomial.
- Georges-Louis Leclerc de Buffon (7 de septiembre de 1707- 16 de abril de 1788). Naturalista y autor de la Histoire naturelle.
- Jean-Baptiste Lamarck (1 de agosto de 1744-18 de diciembre de 1829). Padre de la zoología de invertebrados y uno de los fundadores del pensamiento evolutivo.
- Johan Christian Fabricius (7 de enero de 1745-3 de marzo de 1808). Entomología, uno de los primeros en seguir el sistema de clasificación de Linneo.
- William Kirby (19 de septiembre de 1759-4 de julio de 1850). Padre de la entomología.
- Thomas Say (27 de junio de 1787-10 de octubre de 1843). Entomología.
- Louis Agassiz (28 de mayo de 1807-14 de diciembre de 1873). Malacología, ictiología.
- Charles Darwin (12 de febrero de 1809-19 de abril de 1882). Teoría de la evolución; taxonomía de cirrípedos.
- Ernst Haeckel (16 de febrero de 1834-9 de agosto de 1919). Evolucionismo, embriología.
- Victor Hensen (10 de febrero de 1835-5 de abril de 1924). Planctología.
- Jakob von Uexküll (8 de septiembre de 1864-25 de julio de 1944). Comportamiento animal (etología), zoología de invertebrados.
- Pierre-Paul Grassé (27 de noviembre de 1895-9 de julio de 1985. Elaboró la teoría de la Estigmergia.
- Libbie Hyman (6 de diciembre de 1888-3 de agosto de 1969). Zoología de invertebrados.
- Konrad Lorenz (7 de noviembre de 1903-27 de febrero de 1989. Etología.
- Ernst Mayr (5 de julio de 1904-3 de febrero de 2005). Influyente biólogo evolutivo, uno de los fundadores de la «síntesis moderna» de la teoría evolutiva en los años 1940.
- Arthur David Hasler (5 de enero de 1908-23 de marzo de 2001). Limnología, ictiología, migración del salmón.
- Roger Tory Peterson (28 de agosto de 1908-28 de julio de 1996. Ornitología.
- Archie Carr (16 de junio de 1909-21 de mayo de 1987). Herpetología, especialista en tortugas marinas.
- Jacques-Yves Cousteau (11 de junio de 1910-25 de junio de 1997). Biología marina.
- Gerald Malcom Durrell (7 de enero de 1925-30 de enero de 1995). Zoólogo, naturalista conservacionista y escritor. Fundador del Zoo de Jersey (ahora Durrell Wildlife Conservation Trust).
- Desmond Morris (nacido el 24 de enero de 1928). Etología.
- Félix Rodríguez de la Fuente (14 de marzo de 1928-14 de marzo de 1980). Etología.
- E. O. Wilson (nacido en 1929). Entomología, fundador de la sociobiología.
- Dian Fossey (16 de enero de 1932-26 de diciembre de 1985). Primatología.
- Jane Goodall, (nacida en 1934), Primatología.
- Jonathan Kingdon (nacido en 1935). Mastozoólogo y artista especialista en mamíferos africanos.
- Richard Dawkins (nacido el 26 de marzo de 1941). etólogo, teórico evolutivo y escritor de divulgación científica.
- Miguel Delibes de Castro (nacido el 12 de febrero de 1947). Mamíferos, fundador de la SECEM.
- Alfred Delmonte (nacido en 1977). Reptiles y anfibios, fundador de  HISPAHERPS INC.
- David W. Macdonald. Mamíferos salvajes.
- Ron Nowak. Mamíferos salvajes.
- Ernest P. Walker. Mamíferos salvajes.